# Явище Померанчука
Явище Померанчука — аномальний характер плавлення (або тверднення) гелію-3 (3Не) — легкого ізотопу гелію. Рідкий гелій-3 охолоджується, якщо його ізоентропійно стискати за температури нижчої 0,3 К. Це відбувається тому, що гелій-3 має незвичайну властивість: його твердий стан може мати вищу ентропію, ніж рідкий стан, і при утворенні твердої фази відбувається поглинання тепла.
Явище Померанчука теоретично передбачив у 1950 році Ісак Померанчук. Уперше цей ефект спостерігав Юрій Ануфрієв у 1965 році. В 1957 році його експериментально виявили американські фізики Вільям Фейрбенк і Г. К. Волтерсон. У 2021 році аналогічний ефект спостерігався на скрученому двошаровому графені та в дихалькогенідах перехідних металів.

## Застосування ефекту
Явище Померанчука використовують для одержання низьких температур: при адіабатному стиску 3Не вздовж кривої плавлення відбувається утворення твердої фази і відповідне зниження температури. Явище Померанчука можливе до температур 1—1,5 мК, оскільки при нижчих температурах відбувається впорядкування ядерних спінів твердого 3Не, що призводить до різкого спаду його ентропії.